# Whiskers Point Park
Whiskers Point Park är en park i Kanada.   Den ligger i provinsen British Columbia, i den centrala delen av landet, 3 500 km väster om huvudstaden Ottawa. Whiskers Point Park ligger 675 meter över havet.
Terrängen runt Whiskers Point Park är kuperad åt sydost, men åt nordväst är den platt. Whiskers Point Park ligger nere i en dal. Trakten runt Whiskers Point Park är nära nog obefolkad, med mindre än två invånare per kvadratkilometer.. Det finns inga samhällen i närheten.
I omgivningarna runt Whiskers Point Park växer i huvudsak barrskog.